# Episodi di Maverick (terza stagione)
La terza stagione della serie televisiva Maverick è andata in onda negli Stati Uniti dal 13 settembre 1959 al 13 marzo 1960 sulla ABC.
| nº | Titolo originale                 | Titolo italiano | Prima TV USA      | Prima TV Italia |
| -- | -------------------------------- | --------------- | ----------------- | --------------- |
| 1  | Pappy                            |                 | 13 settembre 1959 |                 |
| 2  | Royal Four Flush                 |                 | 20 settembre 1959 |                 |
| 3  | The Sheriff of Duck 'N' Shoot    |                 | 27 settembre 1959 |                 |
| 4  | You Can't Beat the Percentage    |                 | 4 ottobre 1959    |                 |
| 5  | The Cats of Paradise             |                 | 11 ottobre 1959   |                 |
| 6  | A Tale of Three Cities           |                 | 18 ottobre 1959   |                 |
| 7  | Full House                       |                 | 25 ottobre 1959   |                 |
| 8  | The Lass with the Poisonous Air  |                 | 1º novembre 1959  |                 |
| 9  | The Ghost Soldiers               |                 | 8 novembre 1959   |                 |
| 10 | Easy Mark                        |                 | 15 novembre 1959  |                 |
| 11 | A Fellow's Brother               |                 | 22 novembre 1959  |                 |
| 12 | Trooper Maverick                 |                 | 29 novembre 1959  |                 |
| 13 | Maverick Springs                 |                 | 6 dicembre 1959   |                 |
| 14 | The Goose-Drownder               |                 | 13 dicembre 1959  |                 |
| 15 | A Cure for Johnny Rain           |                 | 20 dicembre 1959  |                 |
| 16 | The Marquesa                     |                 | 3 gennaio 1960    |                 |
| 17 | Cruise of the Cynthia B.         |                 | 10 gennaio 1960   |                 |
| 18 | Maverick and Juliet              |                 | 17 gennaio 1960   |                 |
| 19 | The White Widow                  |                 | 24 gennaio 1960   |                 |
| 20 | Guatemala City                   |                 | 31 gennaio 1960   |                 |
| 21 | The People's Friend              |                 | 7 febbraio 1960   |                 |
| 22 | A Flock of Trouble               |                 | 14 febbraio 1960  |                 |
| 23 | Iron Hand                        |                 | 21 febbraio 1960  |                 |
| 24 | The Resurrection of Joe November |                 | 28 febbraio 1960  |                 |
| 25 | The Misfortune Teller            |                 | 6 marzo 1960      |                 |
| 26 | Greenbacks, Unlimited            |                 | 13 marzo 1960     |                 |

## Pappy
- Diretto da: Montgomery Pittman
- Scritto da: Montgomery Pittman

### Trama
- Guest star: James Garner (Beauregard "Pappy" Maverick), Jack Kelly (zio Bentley), Michael Forest (Jean-Paul St. Cloud), Adam West (Rudolph St. Cloud), Virginia Gregg (Gida Jamison), Troy Donahue (Dan Jamison), John Hubbard (Bronze), Chubby Johnson (Miller), Kaye Elhardt (Josephine St. Cloud), Henry Daniell (Rene St. Cloud)

## Royal Four Flush
- Diretto da: Arthur Lubin
- Scritto da: Bob Barbash

### Trama
- Guest star: Roxane Berard (LIz Bancroft/Countess de la Fontaine), Arch Johnson (Placer Jack Mason), Jimmy Baird (Donald Mason), David Frankham (capitano Rory Fitzgerald), Ray Walker (impiegato dell'hotel), Raymond Hatton (Harry), Tom Fadden (Silvan), Roberta Shore (Judy Mason)

## The Sheriff of Duck 'N' Shoot
- Diretto da: George Waggner
- Scritto da: William Driskill

### Trama
- Guest star: Peggy McCay (Melissa "Missy" Maybrook), Chubby Johnson (Deputy Billy Waker), Jack Mather (giudice Hardy), Don 'Red' Barry (Fred Leslie), James Gavin (Buck Danton), Hal Baylor (Bimbo Ferguson), Irving Bacon (Andrews), Clarke Alexander (Jonah), Billy M. Greene (Herman), Richard H. Cutting (Smitty), Luis Delgado (Man in Bar)

## You Can't Beat the Percentage
- Diretto da: George Waggner
- Scritto da: George Waggner

### Trama
- Guest star: Gerald Mohr (Dave Lindell), Karen Steele (Myra Kincaid), Tim Graham (Pop), Dan Riss (sceriffo Bill Satchel), Joe Partridge (Harry the Dealer), Michael Harris (Charley), Ray Daley (Brazos Kincaid)

## The Cats of Paradise
- Diretto da: Arthur Lubin
- Soggetto di: L.P. Holmes

### Trama
- Guest star: Buddy Ebsen (Scratch Madden), Mona Freeman (Modesty Blaine), Wendell Holmes (sindaco Uli Bemus), Lance Fuller (Faro Jack Norcross), Richard Deacon (Floyd Gimbel), Murvyn Vye (capitano Puget), Robert Griffin (barista), Earl Hansen (Mr. Wilkins), Riza Royce (donna), Hank Patterson (Hanrahan), Lane Chandler (Gibbons), Luis Delgado (Man at Auction)

## A Tale of Three Cities
- Diretto da: Leslie H. Martinson
- Scritto da: Leo Townsend

### Trama
- Guest star: Pat Crowley (Stephanie Malone), Ben Gage (sceriffo Hardee), Ed Kemmer (Sherwood Hampton), Ray Teal (sceriffo Murray), Barbara Jo Allen (Hannah Adams), Frank Richards (Sam), Louis Jean Heydt (Jim Malone)

## Full House
- Diretto da: Robert Gordon
- Soggetto di: Coles Trapnell, Hugh Benson

### Trama
- Guest star: Jean Willes (Belle Starr), Robert Lowery (Foxy Smith), Gordon Jones (Marshall), Gregory Walcott (Cole Younger), Joel Grey (Billy the Kid), Tim Graham (Willie Thimble), Kelly Thordsen (Sam Bass), Luis Delgado (Man in Crowd), William Shaw (Jesse James), Nancy Kulp (cameriera)

## The Lass with the Poisonous Air
- Diretto da: Richard L. Bare
- Scritto da: Catherine Turney (sceneggiatura) e Roy Huggins (soggetto)

### Trama
- Guest star: Francis McDonald (Pop Talmadge), Howard Petrie (Mike Burke), Stacy Keach, Sr. (Deevers), John Reach (Phil Dana), Carole Wells (Cathy Talmadge), Joanna Moore (Linda Burke)

## The Ghost Soldiers
- Diretto da: Leslie H. Martinson
- Scritto da: Robert L. Jacks e Richard Carr

### Trama
- Guest star: James Westerfield (sergente Baines), Paul Clarke (Running Horse), Stuart Randall (Red Wing), Ted Otis (caporale Willie Daggott), Chuck Wassil (tenente Jennings), Artie Ortego (capo indiano)

## Easy Mark
- Diretto da: Lew Landers
- Scritto da: Marion Parsonnet e Jerry Davis

### Trama
- Guest star: Douglas Kennedy (McFearson), Carl Milletaire (Hakim), Nita Talbot (Jenny McCabe), Frank Ferguson (Burke), Wynn Pearce (Cornelius Van Renssalaer Jr.), Edgar Buchanan (colonnello Hamilton), Pippa Scott (Abigail Hamilton), Jack Buetel (Phillips), John Zaccaro (Engineer), Hanley Stafford (Cornelius Van Renssalaer), Ivan Browning (Porter)

## A Fellow's Brother
- Diretto da: Leslie Goodwins
- Scritto da: Herman Epstein

### Trama
- Guest star: Adam West (George Henry Arnett), Bing Russell (Jed Haynes), Charles Maxwell (Russ Ankerman), Emory Parnell (Bill Anders), Wally Brown (Enoch), Gary Vinson (Smokey Vaughn), Diane McBain (Holly Vaughn), Sam Buffington (Burgess), Jonathan Hole (Marvin Dilbey)

## Trooper Maverick
- Diretto da: Richard L. Bare
- Scritto da: William Driskill

### Trama
- Guest star: Suzanne Lloyd (Catherine Percy), Joe Sawyer (sergente Schumacher), Herbert Rudley (Col.Sam Percy), Charles Cooper (capitano Berger), Myron Healey (Jed Benedict), Mark Tapscott (sergente Rogers), Sammy Jackson (Albert Heaven), I. Stanford Jolley (Dakota Cadman), Tom Middleton (O'Dell), Tony Young (Acando)

## Maverick Springs
- Diretto da: Arthur Lubin
- Scritto da: Leo Townsend

### Trama
- Guest star: Kathleen Crowley (Melanie Blake), King Donovan (Mark Dawson), Tol Avery (John Flannery), Doris Packer (Kate Dawson), Sig Ruman (professore Kronkhite), Leslie Barrett (Mr. Mason), Charles Arnt (sceriffo Charlie Peters), William Bakewell (impiegato), Jim Hayward (barista), Jack Perrin (Man at Well)

## The Goose-Drownder
- Diretto da: Arthur Lubin
- Scritto da: Leonard Praskins

### Trama
- Guest star: Richard Long (Gentleman Jack Darby), Will Wright (Boone Gillis), H. M. Wynant (Rance (The Arapaho Kid), Robert Nichols (Red Herring (Thomas Jefferson Herring), Clarke Alexander (Hurley), Bill Green (Latimer), Fay Spain (Stella Legendre)

## A Cure for Johnny Rain
- Diretto da: Montgomery Pittman
- Scritto da: Leonard Praskins

### Trama
- Guest star: William Reynolds (Johnny Rain), Dolores Donlon (Millie Reid), John Vivyan (Sam), Thomas Browne Henry (sindaco Pembroke H. Hadley), Kenneth R. MacDonald (sceriffo), Bud Osborne (conducente della diligenza), Luis Delgado (Man in Bar), Rayford Barnes (Deputy Rantz)

## The Marquesa
- Diretto da: Arthur Lubin
- Scritto da: Leonard Praskins

### Trama
- Guest star: Adele Mara (Luisa), Edward Ashley (Nobby Ned Wingate), Carlos Romero (Manuel Ortiz), Morris Ankrum (giudice Painter), Raymond Hatton (Charlie Plank), Rodolfo Hoyos, Jr. (Miguel Ruiz), Lane Chandler (sceriffo), Jay Novello (Pepe)

## Cruise of the Cynthia B.
- Diretto da: André De Toth
- Scritto da: R. Wright Campbell

### Trama
- Guest star: Mona Freeman (Modesty Blaine), Maurice Manson (Rutherford Carr), Karl Weber (Quincy T. Smith), Irene Tedrow (Mrs. Ambrosia Tutwiler), Gage Clarke (Montgomery Teague), Jack Livesey (Gillespie McKenzie), Charles Fredericks (Jefferson Cantrell), Alexander Campbell (Abner Morton), Fred Kruger (Meacham)

## Maverick and Juliet
- Diretto da: Arthur Lubin
- Scritto da: Herman Epstein

### Trama
- Guest star: Carole Wells (Juliet Carteret), Steve Terrell (Sonny Montgomery), Rhys Williams (Montgomery), Marjorie Bennett (Mrs. Montgomery), Jack Mather (Carteret), Sarah Selby (Mrs. Carteret), Lew Brown (Jed Carteret), John Zaccaro (Nat Carteret), Walter Coy (Preacher), John Collier (Jody Montgomery), Michael Carter (Ty Carteret)

## The White Widow
- Diretto da: Leslie Goodwins
- Scritto da: Leo Townsend (sceneggiatura) e Coles Trapnell (soggetto)

### Trama
- Guest star: Julie Adams (Wilma White), Richard Webb (George Manton), Pilar Seurat (Pilar), Ross Elliott (sindaco Cosgrove), Don Kennedy (sceriffo Vaughn), Lee Turnbull (barista), C. Alvin Bell (Joe Barnes), Jack Bryan (John Brinks)

## Guatemala City
- Diretto da: Arthur Lubin
- Scritto da: Leonard Praskins (sceneggiatura), Coles Trapnell (soggetto) e Roy Huggins (soggetto)

### Trama
- Guest star: Linda Dangcil (Angelita), Paul 'Mousie' Garner (News Vendor), Robert Carson (impiegato), Nacho Galindo (conducente), John Holland (Tall Man), Patric Knowles (Sam Bishop), Tudor Owen (Slim), Suzanne Storrs (Ellen Johnson), Charles Watts (Spelvin), Harry Hunter (Consul Carter)

## The People's Friend
- Diretto da: Leslie Goodwins
- Scritto da: Robert Vincent Wright

### Trama
- Guest star: Merry Anders (Penelope Greeley), R.G. Armstrong (Wellington Cosgrove), John Litel (Ellsworth Greeley), Walter Sande (sceriffo Burke), John Zaremba (Gantry), Francis DeSales (sindaco Culpeper), Dorothea Lord (Mrs. McCoy), Donald Kirke (Clayton), Ruth Terry (bibliotecario), Dick Wilson (Crenshaw)

## A Flock of Trouble
- Diretto da: Arthur Lubin
- Scritto da: Wells Root (sceneggiatura), Ron Bishop (sceneggiatura) e Jim Barnett (soggetto)

### Trama
- Guest star: Myrna Fahey (Dee Cooper), George D. Wallace (Verne Scott), Irving Bacon (Donald McFadden), Armand Alzamora (Basco), Tim Graham (Jensen), Don Rhodes (Cain), Chet Stratton (Grabill), Merritt Bohn (Big Coley)

## Iron Hand
- Diretto da: Leslie Goodwins
- Scritto da: Gerald Drayson Adams

### Trama
- Guest star: Lane Bradford (Red), Lane Chandler (Marshal Richter), Edward Ashley (Nobby Ned Wingate), Anthony Caruso (Joe Vermillion), Joan Elan (Ursula Inescourt), Anthony Eustrel (maggiore Inescourt), Susan Morrow (Connie Coleman), Robert Redford (Jimmy Coleman), John Zaccaro (Slim), Terry Frost (Purdy)

## The Resurrection of Joe November
- Diretto da: Leslie Goodwins
- Scritto da: Leonard Praskins

### Trama
- Guest star: Joanna Barnes (Felice Schmidt), Charles Maxwell (barone Thor Von Und Zu Himmelstein), Don 'Red' Barry (Willie Safron / Joe November), Roxane Berard (Felice De Lassignac), Nita Talbot (Bessie Bison), Kelly Thordsen (capo della polizia), Harry Cheshire (Brother Ambrose), Bill Walker (assistente/ addetto), Forrest Lewis (capitano Nelson), Luis Delgado (Cemetery Worker)

## The Misfortune Teller
- Diretto da: Arthur Lubin
- Scritto da: Leo Townsend

### Trama
- Guest star: Kathleen Crowley (Melanie Blake), Alan Mowbray (Luke Abigor), Ben Gage (sceriffo Lem Watson), Emory Parnell (Fred Grady), Mickey Simpson (Charlie Turpal), William Challee (barista), Chubby Johnson (Jud), Harry Cheshire (Man In Crowd), Luis Delgado (Jake), Hank Patterson (Kyle Townsman)

## Greenbacks, Unlimited
- Diretto da: Arthur Lubin
- Scritto da: Robert Vincent Wright

### Trama
- Guest star: John Dehner (Big Ed Murphy), Gage Clarke (Foursquare Farleigh), Wendell Holmes (colonnello Dutton), Roy Engel (Marshal Ratcliffe), Jonathan Hole (segretario/a), Robert Nichols (Driscoll), Patrick Westwood (London Latimer), Roy Walker (barista), John Holland (Terrence Tamblyn), Sammy Jackson (Junior Kallikak), Forrest Taylor (proprietario)